# Parque nacional de Mosi-oa-Tunya
El Parque Nacional de Mosi-oa-Tunya, con un área aproximada de 6600 ha, está localizado en el sur de Zambia, entre el río Zambeze y la Reserva Forestal Dambwa, cerca de la ciudad de Livingstone e incluye la parte zambiana de las cataratas. En conjunto con el parque nacional de las Cataratas Victoria, en Zimbabue, fueron inscritos por la Unesco en el año 1989 en la lista de los lugares Patrimonio de la Humanidad.

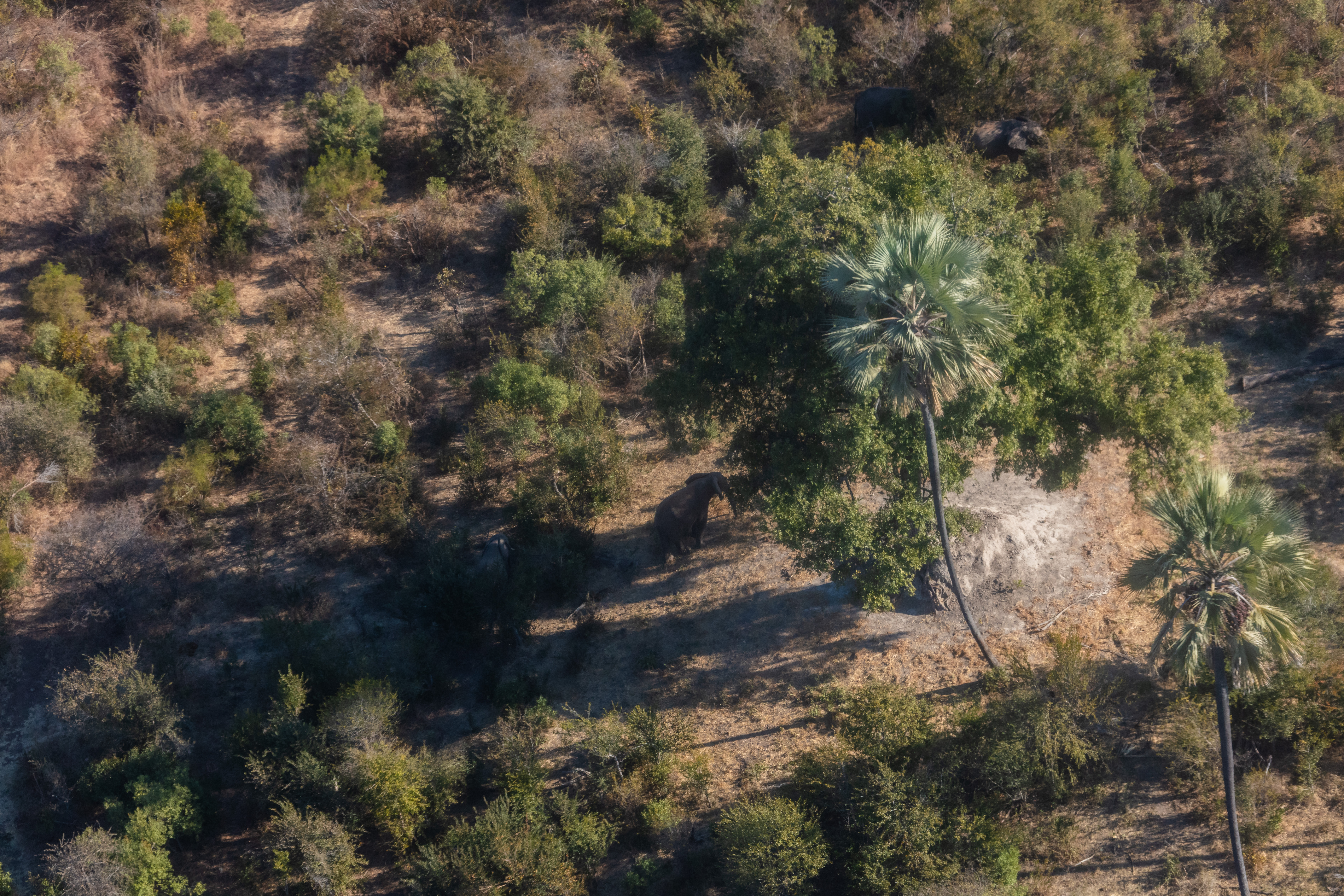
Vista aérea del parque donde se aprecian elefantes.

 El parque es uno de los focos de biodiversidad más importantes del país, y cuenta con la única manada de rinocerontes en libertad de todo Zambia. 
En el extremo más merional del parque están las cataratas Victoria, "Victoria Falls", en inglés, aunque son conocidas localmente como Mosi-oa-Tunya, que en castellano significa "el humo que truena". Situadas en pleno Zambeze, son la mayor caída de agua del mundo, con una extensión de 1,7 km y una altura de 108 m. Hacen frontera entre Zambia y Zimbabue.